# Хамбар
Хамбарът е съоръжение изработено от дърво или железобетон, служещо за съхранение на зърнени храни или за преработването им насипно състояние. Строи се под формата на призма с правоъгълно или квадратно сечение. Широко приложение намира в селското стопанство и зърнопреработвателната промишленост. В модерното селско стопанство хамбарите са заменени от силози.
В миналото хамбарът се изгражда върху каменни подпори над земята, за да се предпази зърното от влагата. Стените му са сковавани или сглобявани от дебели дъбови дъски, в някои случаи изплетени от пръти и измазани отвътре с глина. Покривани са с керемиди. По-големите хамбари се състоят от няколко клетки – съсеци, гьозове, окна, които са предназначени за различни видове жито. Хамбари се наричат и кошовете за царевица, а в Западна България – кошовете за жито.
В Кюстендилско хамбарите се построяват до къщата, за да са под постоянно наблюдение, а в някои крайдунавски села са преносими.